# Петър Тодоров (архитект)
 Тази статия е за архитекта.  За политика вижте Петър Тодоров.  
Петър Веселинов Тодоров е български архитект, живеещ и работещ във Виена, Австрия.

## Биография
Петър Тодоров е роден на 18 март 1948 г. в София, България. През 1972 г. завършва архитектура във ВИАС София и постъпва на работа като проектант в Главпроект, в ателието на арх. Стефка Георгиева, където чиракува по нейни проекти, но има и собствени работи, самостоятелно или в съавторство с колеги – Огнян Симеонов, Иво Цолов, Георги Берберов, Константин Антонов.
От 1982 г. е преподавател в катедра Обществени сгради към Архитектурния Факултет на ВИАС.
От 1990 г. постоянно живее и работи във Виена, Австрия. Там получава диплома от Архитектурния факултет на Техническия университет.
От 1992 – 1994 г. работи в ателието на арх. Йоханес Шпалт и в ателието на арх. Вилхелм Холцбауер от 1994 – 2003 г. , където участва в реализацията в колектив на неговите големи проекти Нова сграда на австрийската национална банка във Виена и Нервно-психиатрична клиника в Линц.
През 2003 г. основава с партньорите си  фирмата Skyline Architekten ZT. GmbH, Виена.

## Проекти, конкурси и реализации
Над сто проекта, самостоятелно и с партньори, за градоустройство, обществени и жилищни сгради. Извадка:
- „Дуна Тауър“ офис сграда в Будапеща, Унгария, 2004 – 2006, заедно с Херберт Шиф и Удо Шустер – skyline-architelten.at, и в съавторство с унгарския архитект Георги Фазакаш (реализиран)[6]
- „Erste Bank“ – Юроп Тауър, офис сграда в Будапеща, Унгария, 2004 – 2006, в съавторство с унгарския архитект Георги Фазакаш, и заедно с Херберт Шиф и Удо Шустер – skyline-architelten. (реализиран)[7]
- Конферентен център и хотел във Везенуфер, Австрия, 2008, проектиран с Удо Шустер и Кристиан Шупа – skyline-architelten. (реализиран)[8]
- BWT офис сграда на компанията „Best Water Technology“ в Будаьорс, Унгария, 2009, заедно с Юрген Кестнер – skyline-architelten. (реализиран)[9]
- „Тауерн“ СПА & хотел 4*, Цел ам зее – Капрун, провинция Залцбург, 2005 -2010, обект на ВАМЕД (реализиран)[10]
- „Вила К“ в Горна Австрия, 2018 (реализиран)[11]
- Детска и младежка психиатрия към Обединена болница, Виена, 2018, обект на ВАМЕД, проектиран с Удо Шустер, Кристиан Шупа, Херберт Шиф и skyline-architelten. (реализиран)
- Паметник „300 години от Чипровското въстание“, 1988, заедно с Пл. Михайлов, Г. Стоичков, скулптор Марко Марков[3] (реализиран)

## Награди
- Конферентен център във Везенуфер, Австрия[4] 2008, Награда на австрийския институт за Опазване на паметниците на културата, и 2009, Златен медал на ИНТЕРАРХ, София, България,
- Проект жилищна сграда Вилхелм казерне, Виена, Австрия[12] 2009, Награда „VIZAR“ София,[12] България
- Вила К 2021, ArchDaily Builging oft he Year Award, Номинация[13] и 2021, BigSEE Architecture Award, Първа награда[14]

## Публикации

### Книги
- 2012 Peter Todorov / Architecture I Архитектура[15], ISBN: 978-954-8208-92-5, изд. „Екслибрис“
- 2022 Peter Todorov / Architecture II Архитектура, ISBN: 978-619-7115-47-5, изд. „Екслибрис“
- Изложба на творчеството на арх. Петър Тодоров в САБ, София и в други градове, 2016[16]